# Marele Torino (film)
Marele Torino (în italiană Il Grande Torino) este un film de televiziune italian, regizat de Claudio Bonivento și difuzat de Rai Uno în două părți în 2005. 

## Rezumat
Filmul relatează povestea lui Angelo, un băiat napoletan care s-a mutat cu familia la Torino, care reușește să fie admis în echipa de tineret a Marelui Torino, în ciuda opoziției tatălui său, și devine prieten cu Valentino Mazzola, golgheterul echipei care a câștigat cinci titluri consecutive de campioană la fotbal a Italiei și ai cărei jucători au murit în Tragedia aviatică de la Superga din 1949. 
Ca urmare a morții tuturor membrilor echipei Torino, Angelo este forțat să intre pe teren în ultimele patru meciuri ale campionatului jucate cu echipa de tineret (trebuie precizat că echipele adversare, în urma tragediei, au jucat tot cu loturile lor de tineret). Acesta este modul în care a debutat Angelo în Serie A, dar la sfârșitul sezonului a renunțat la fotbal.

## Distribuție
- Giuseppe Fiorello — Valentino Mazzola
- Ciro Esposito — Angelo (1948)
- Michele Placido — Angelo (2004)
- Tosca D'Aquino — Anna, mama lui Angelo
- Gaetano Amato — Giuseppe, tatăl lui Angelo
- Alessandra Mastronardi — Rosa, sora lui Angelo
- Fausto Verginelli — Pasquale, fratele lui Angelo
- Carlo Pistarino — domnul Pautasso
- Silvia Annichiarico — doamna Pautasso
- Marco Bonafaccia — Aldo Ballarin
- Gilberto Idonea — Carmelo
- Fanny Cadeo — Titti
- Ginevra Colonna — Wanda
- Susanna Egri — profesoara de balet
- Remo Girone — președintele Ferruccio Novo
- Andrea Golino — Romeo Menti
- Massimo Molea — Guglielmo Gabetto
- Max Parodi — Mario Rigamonti
- Gabriella Pession — Mirella
- Giacomo Piperno — președintele Liceului Cavour
- Fabio Poggiali — Oberdan Ussello
- Massimo Popolizio — Egri Erbstein
- Katy Saunders — Susanna
- Francesco Venditti — Eusebio Castigliano

### Alte filme despreMarele Torino
- Gli undici moschettieri (Italia, 1952) - cu Silvio Piola și Giuseppe Meazza
- Ora e per sempre (Italia, 2005) - cu Gioele Dix